# Porte-du-Quercy
Porte-du-Quercy ist eine französische Gemeinde mit 534 Einwohnern (Stand 1. Januar 2022) im Département Lot in der Region Okzitanien. Die Gemeinde gehört zum Arrondissement Cahors und zum Kanton Puy-l’Évêque.
Sie entstand mit Wirkung vom 1. Januar 2019 als Commune nouvelle durch Zusammenlegung der bis dahin selbstständigen Gemeinden Le Boulvé, Fargues, Saint-Matré und Saux, die fortan den Status von Communes déléguées besitzen. Der Verwaltungssitz befindet sich in Le Boulvé.

## Gliederung
| Ortsteil                    | ehemaliger INSEE-Code | Fläche (km²) | Einwohnerzahl zum 1. Januar 2022 |
| --------------------------- | --------------------- | ------------ | -------------------------------- |
| Le Boulvé (Verwaltungssitz) | 46033                 | 19,51        | 158                              |
| Fargues                     | 46099                 | 14,79        | 156                              |
| Saint-Matré                 | 46278                 | 06,41        | 116                              |
| Saux                        | 46300                 | 08,31        | 0104                             |

## Geographie
Porte-du-Quercy liegt circa 25 km westlich von Cahors im Gebiet Quercy Blanc der historischen Provinz Quercy an der südwestlichen Grenze zu den benachbarten Départements Lot-et-Garonne und Tarn-et-Garonne.
Umgeben wird Porte-du-Quercy von den zehn Nachbargemeinden:
| Floressas Sérignac                                    | Grézels                                     | Bélaye                |
| Masquières (Lot-et-Garonne) Courbiac (Lot-et-Garonne) | Kompassrose, die auf Nachbargemeinden zeigt | Carnac-Rouffiac       |
| Montaigu-de-Quercy (Tarn-et-Garonne)                  | Montcuq-en-Quercy-Blanc                     | Barguelonne-en-Quercy |

## Sehenswürdigkeiten
| Name                                        | Ort         | Bemerkungen                                         |
| ------------------------------------------- | ----------- | --------------------------------------------------- |
| Pfarrkirche Saint-Pierre et Saint-Paul      | Le Boulvé   | Ursprung im 13. Jahrhundert                         |
| Pfarrkirche in Creissens                    | Le Boulvé   | Ursprung 14. Jahrhundert                            |
| Pfarrkirche Saint-Saturnin in Ségos         | Le Boulvé   | Ursprung spätes 12. oder frühes 13. Jahrhundert     |
| Schloss Le Boulvé                           | Le Boulvé   | Ursprung in der zweiten Hälfte des 13. Jahrhunderts |
| Pfarrkirche Saint-Pierre et Saint-Paul      | Fargues     | Ursprung 13. Jahrhundert, Umbau im 19. Jahrhundert  |
| Pfarrkirche Saint-Nicolas in Bovila         | Fargues     | Ursprung spätes 12. oder frühes 13. Jahrhundert     |
| Pfarrkirche in Farguettes                   | Fargues     | Zweite Hälfte des 15. Jahrhunderts                  |
| Pfarrkirche Saint-Barthélemy in Mascayroles | Fargues     | Spätes 15. oder frühes 16. Jahrhundert              |
| Kapelle von Coulourgues                     | Saint-Matré | 13. Jahrhundert                                     |
| Schloss Miraval                             | Saint-Matré | 16. Jahrhundert                                     |
| Pfarrkirche Saint-André                     | Saux        | Ursprünge im 13. Jahrhundert                        |
| Schloss Aix                                 | Saux        | 15. Jahrhundert                                     |

## Wirtschaft und Infrastruktur

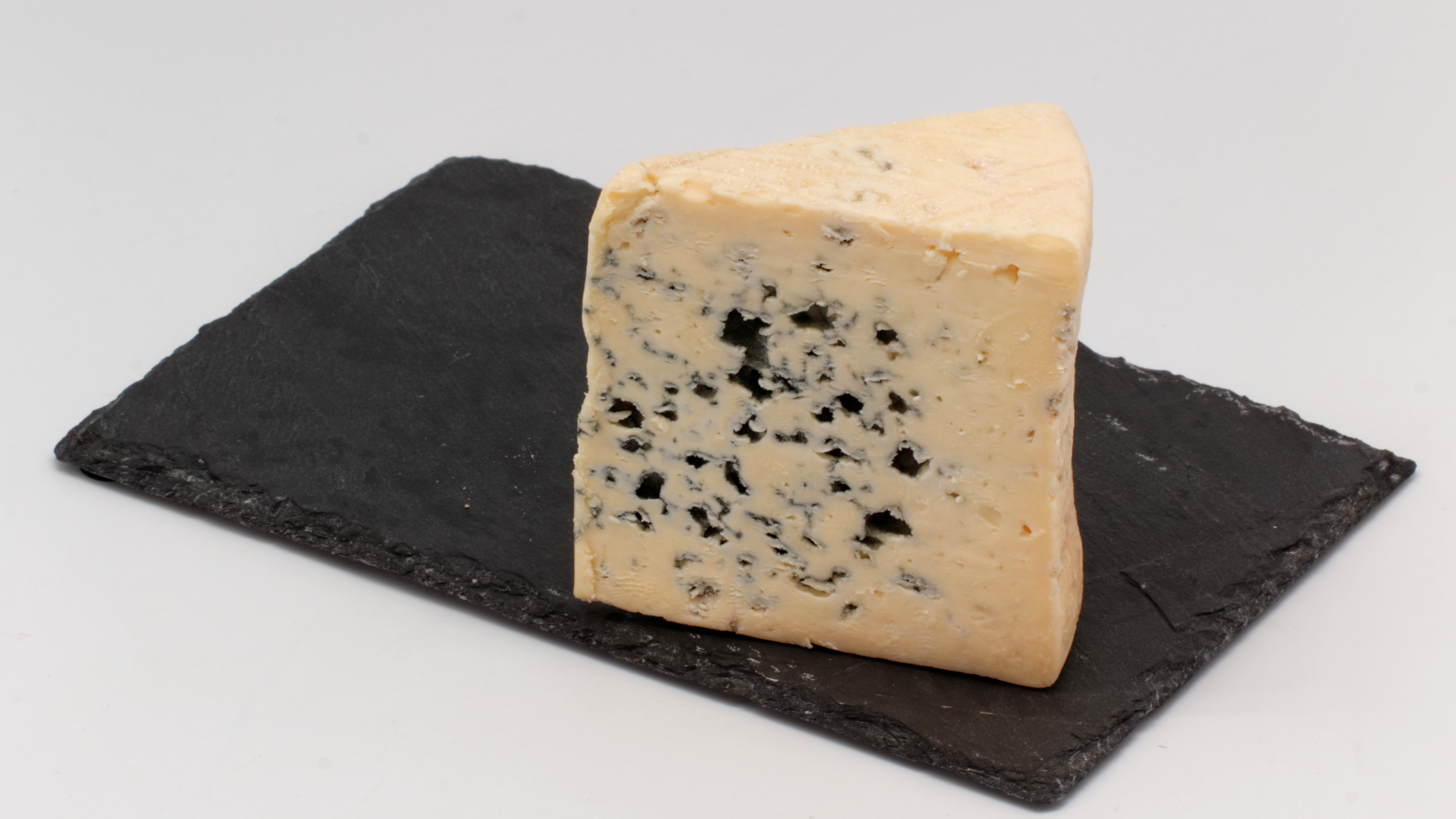
Blauschimmelkäse Bleu des Causses
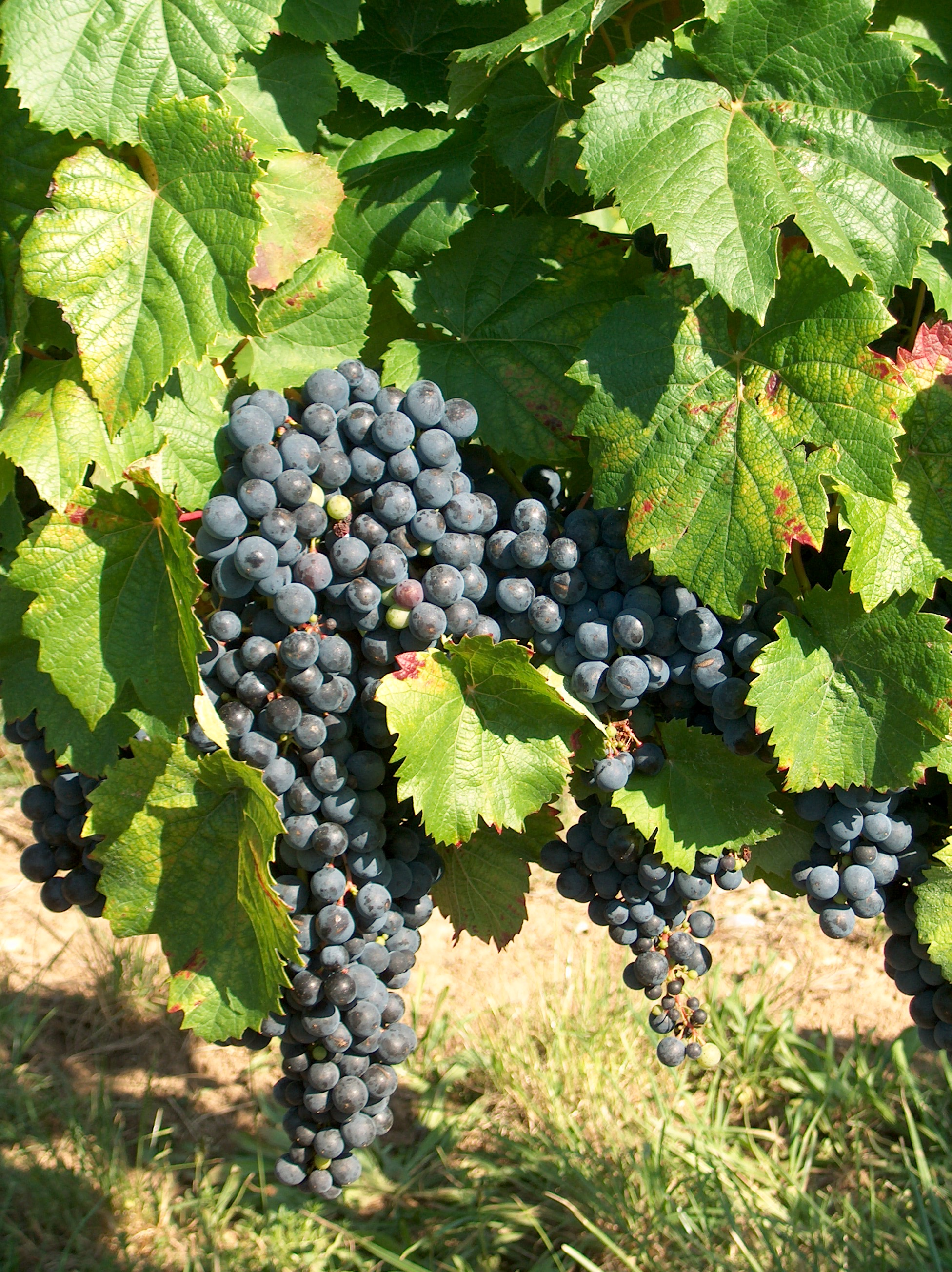
Weinrebe der AOC Cahors
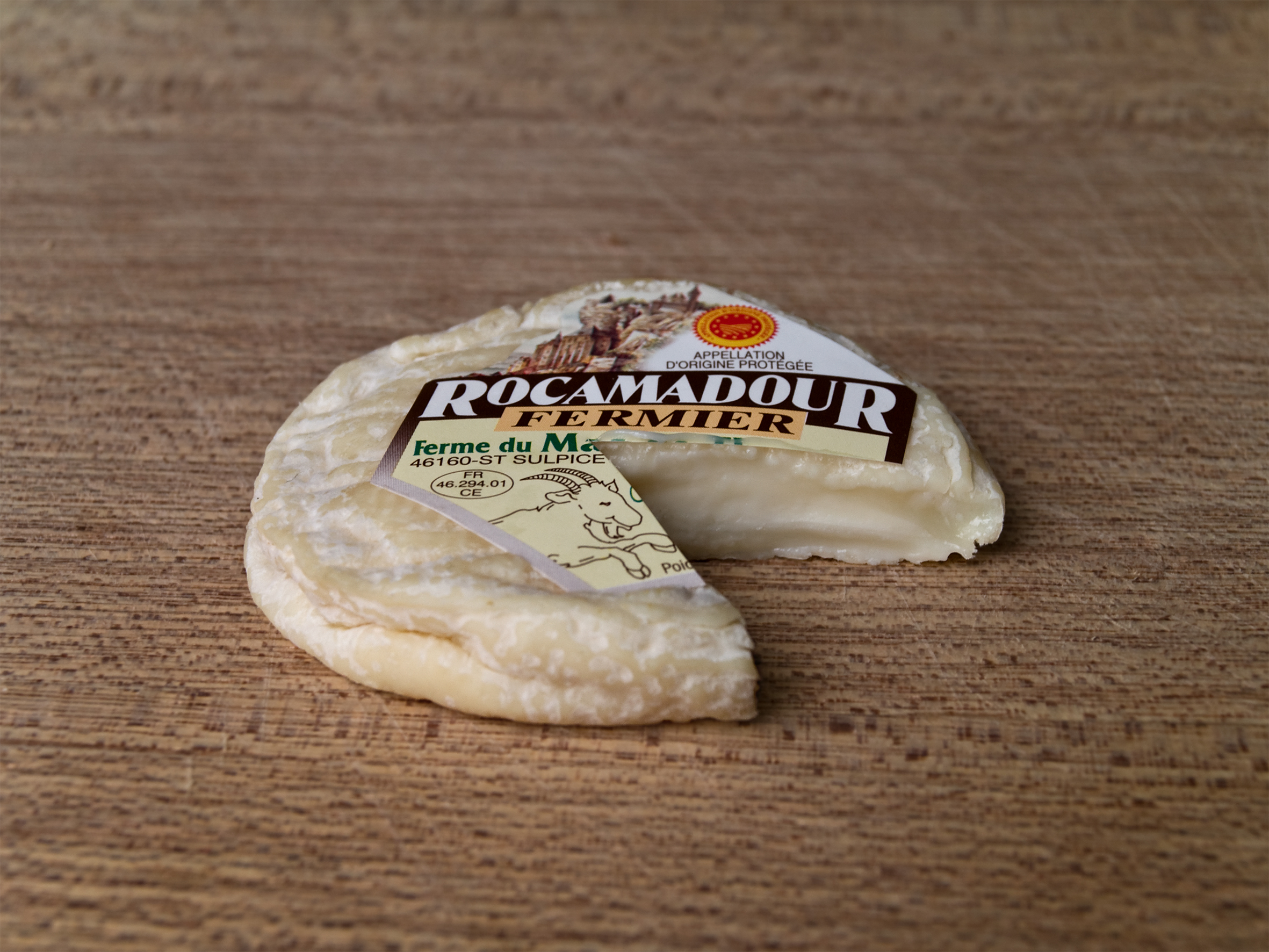
Rocamadour-Käse

Porte-du-Quercy liegt in den Zonen AOC
- des Blauschimmelkäses Bleu des Causses,
- des Cahors-Weins und
- des Rocamadour, eines Käses aus Ziegenmilch.[3]

### Verkehr
Porte-du-Quercy ist erreichbar über die Routes départementales 4, 28, 44, 45, 50, 58, 202 und 656, der ehemaligen Route nationale 656.